# フェリックス・ゲッツェ
フェリックス・ゲッツェ（Felix Götze, 1998年2月11日 - ）は、ドイツ出身のサッカー選手。3. リーガ・ロート＝ヴァイス・エッセン所属。ポジションはDF。

## 経歴

### クラブ
もともとボルシア・ドルトムントの下部組織で育ったが、2014年に兄がバイエルン・ミュンヘンへ移籍したことに伴い、自身も同クラブの下部組織に移籍。2016-17シーズンにはカルロ・アンチェロッティの率いるトップチームに帯同し、プレシーズンマッチなど数試合に出場したほか、Aユニオーレン・ブンデスリーガでは準優勝に貢献した。
2017年5月25日、トップチームとプロ契約を交わした。契約期間は2019年6月30日までとなっている。
2018年6月6日、FCアウクスブルクと2022年6月までの4年契約で完全移籍した。

## 人物
アイントラハト・フランクフルトに所属しているマリオ・ゲッツェは兄。兄とは異なり、守備的なポジションを務めている。

## 個人成績
| 所属クラブ | リーグ         | シーズン | リーグ戦 | リーグ戦 | カップ戦 | カップ戦 | UEFA主催 | UEFA主催 | その他 | その他 | 合計 | 合計 |
| 所属クラブ | リーグ         | シーズン | 出場     | 得点     | 出場     | 得点     | 出場     | 得点     | 出場   | 得点   | 出場 | 得点 |
| ---------- | -------------- | -------- | -------- | -------- | -------- | -------- | -------- | -------- | ------ | ------ | ---- | ---- |
| バイエルン | ブンデスリーガ | 2017-18  |          |          |          |          |          |          |        |        |      |      |
| 通算       |                |          |          |          |          |          |          |          |        |        |      |      |

## タイトル
バイエルン・ミュンヘン
- DFLスーパーカップ : 2017
- ブンデスリーガ : 2017-18